# Great North Eastern Railway
Great North Eastern Railway (GNER) – dawny brytyjski przewoźnik kolejowy działający w latach 1997-2007, należący do przedsiębiorstwa Sea Containers Ltd.. Spółka posiadała koncesję na obsługę linii kolejowych we wschodniej Anglii oraz w Szkocji. Sztandarowym połączeniem obsługiwanym przez GNER było East Coast Main Line. Siedziba przedsiębiorstwa mieściła się w Yorku.
Przedsiębiorstwo w 1997 przejęło od likwidowanego państwowego przewoźnika British Rail obsługę połączenia East Coast Main Land, prowadzącego z Londynu, przez miasta Peterborough, Doncaster, York i Newcastle upon Tyne do Edynburga. Dodatkowo pociągi GNER kursowały z Londynu do innych miast Szkocji (m.in. Glasgow, Aberdeen i Inverness) oraz miast regionu Yorkshire (m.in. Leeds, Kingston upon Hull, Harrogate, Bradford i Skipton). W 2005 koncesja należąca do przedsiębiorstwa została wydłużona do 2015, jednak już w 2007 została cofnięta przez ministerstwo transportu w związku z problemami finansowymi spółki i przyznana przedsiębiorstwu National Express East Coast.

## Obsługiwane połączenia
Pociągi Great North Eastern Railway kursowały na następujących liniach:
- London King’s Cross – Peterborough – Doncaster – York – Newcastle Central – Edinburgh Waverley
  - ... – Glasgow Central
  - ... – Inverness
  - ... – Aberdeen
- London King’s Cross – Peterborough – Doncaster – Leeds
  - ... – Bradford Forster Square
  - ... – Skipton
  - ... – Harrogate
- London King’s Cross – Peterborough – Doncaster – Hull